# Yara Kastelijn
Yara Kastelijn (Deurne, 9 agosto 1997) è una ciclocrossista e ciclista su strada olandese che corre per i team Crelan-Fristads (cross) e Fenix-Deceuninck (strada). È stata campionessa europea Elite di ciclocross nel 2019.

## Carriera
Nel 2019 a Silvelle si è laureata campionessa europea di ciclocross nella categoria Elite; nel 2021 agli Europei sul Col du VAM ha invece vinto la medaglia di bronzo di specialità, preceduta da Lucinda Brand e Kata Blanka Vas.
Su strada è stata campionessa nazionale e bronzo europeo Juniores a cronometro nel 2015; tra le Elite si è invece classificata quarta e miglior scalatrice al Tour de l'Ardèche 2020.

## Palmarès

### Ciclocross
- 2018-2019 (due vittorie)

Toi Toi Cup #7, (Mladá Boleslav)
Cross-Race Pfaffnau Grand Prix Luzern (Pfaffnau)
- 2019-2020 (quattro vittorie)

Cyclocross Gavere, 3ª prova Superprestige (Gavere)
Koppenbergcross, 1ª prova Sack Zelfbouw Ladies Trophy (Oudenaarde)
Campionati europei, Elite
Ambiancecross (Wachtebeke)
- 2021-2022 (una vittoria)

Be-Mine Cross, 2ª prova Ethias Cross (Beringen)

### Strada
- 2015 (Juniores)

Campionati olandesi, Prova a cronometro Junior
- 2023 (Fenix-Deceuninck, una vittoria)

4ª tappa Tour de France (Cahors > Rodez)

#### Altri successi
- 2016 (Rabo-Liv Women Cycling Team)

2ª tappa, 1ª semitappa Giro del Trentino (Cavedine, cronosquadre)
- 2020 (Ciclismo Mundial)

Classifica scalatori Tour de l'Ardèche
- 2022 (Plantur-Pura)

Classifica scalatori Tour de la Semois

## Piazzamenti

### Grandi Giri
- Tour de France

2022: 13ª
2023: 26ª
2024: 57ª
- Vuelta a España

2024: 8ª

### Competizioni mondiali
- Campionati del mondo di ciclocross

Hoogerheide 2014 - Elite: 21ª
Valkenburg 2018 - Under-23: 29ª
Bogense 2019 - Under-23: 11ª
Dübendorf 2020 - Elite: 5ª
Ostenda 2021 - Elite: 5ª
Fayetteville 2022 - Elite: 5ª
- Coppa del mondo di ciclocross[4]

2013-2014 - Elite: 29ª
2015-2016 - Elite: 58ª
2016-2017 - Elite: 62ª
2017-2018 - Elite: 55ª
2018-2019 - Elite: 49ª
2019-2020 - Elite: 12ª
2020-2021 - Elite: 14ª
2021-2022 - Elite: 17ª
2022-2023 - Elite: 57ª
- Campionati del mondo su strada

Richmond 2015 - Cronometro Junior: 14ª
Richmond 2015 - In linea Junior: 8ª
- Campionati del mondo gravel

Veneto 2023 - Elite: 4ª

### Competizioni europee
- Campionati europei di ciclocross

Huijbergen 2015 - Under-23: 6ª
Pontchâteau 2016 - Under-23: 18ª
Tábor 2017 - Under-23: 5ª
Rosmalen 2018 - Under-23: 6ª
Silvelle 2019 - Elite: vincitrice
Rosmalen 2020 - Elite: 8ª
Drenthe-Col du VAM 2021 - Elite: 3ª
- Campionati europei su strada

Nyon 2014 - In linea Junior: 12ª
Tartu 2015 - Cronometro Junior: 3ª
Tartu 2015 - In linea Junior: 19ª
Brno 2018 - In linea Under-23: 7ª
Alkmaar 2019 - Cronometro Under-23: ritirata
Drenthe 2023 - Cronometro Elite: 49ª
- Campionati europei gravel

Belgio 2023 - Elite: 11ª